# Thaumalea himalayana
Thaumalea himalayana är en tvåvingeart som beskrevs av Schmid 1958. Thaumalea himalayana ingår i släktet Thaumalea och familjen mätarmyggor.
Artens utbredningsområde är Pakistan. Inga underarter finns listade i Catalogue of Life.